# The Ataris
The Ataris é uma banda de pop punk formada em 1996 na cidade de Aderson, Indiana nos EUA. Têm 5 discos lançados, sendo que o último foi o "Welcome the Night" de 2007.

## História
A banda foi formada em 1996. Kristopher resolveu correr atrás da gravadora com Angus, e acabaram sendo recusados uma primeira vez. A banda é muito extensa, e nem todas as músicas tinham todos os instrumentos. O guitarrista John disse que conseguiram uma gravadora muito graciosa no final de 1996 a Kung Fu Recorderes (Records) e em 1997 já estaria nas lojas o CD Anywhere but Here. No começo a banda não teve muito êxito, mas há muitos fãs que colecionaram os seus CDs. "End Is Forever foi um álbum muito complicado" diz Shane provando, "Mas o álbum So Long Astoria foi um pouco mais demorado, pois nós tivemos que nos corresponder e entrar na inteligência jovem, saber o que eles mais gostam, isso prova In This Diary, mas o novo CD o Welcome the Night realmente dificultou, pois Kristopher queria fazer algo simplesmente inovador. Espero que os fãs gostem!".
A banda muitas vezes é rotulada como Emocore, em uma entrevista com Kristopher ele contou que existe um pouco do Emocore em suas músicas, mas no tom melódico como na música de sucesso "In This diary" que encantam muitos jovens, Kristopher também disse que o desejo dele sempre foi ver um jovem entre 12 a 18 anos comprando seu CD e ficando alegre! Mas a música que mais encantam os jovens é A Beautiful Mistake.

## Membros

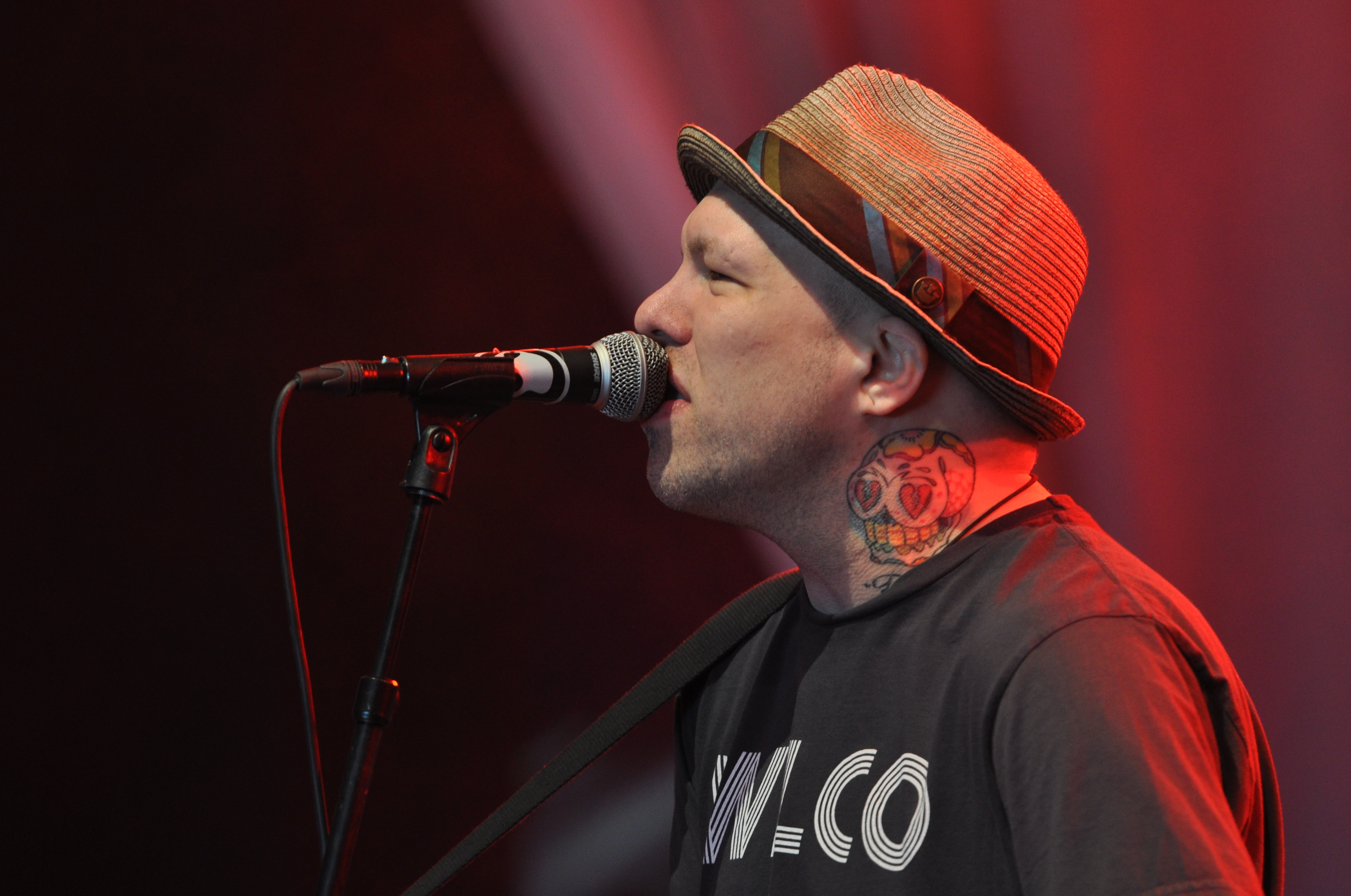
Kris Roe, Groezrock 2013

- Kristopher Roe – vocal e guitarra (1994 - atualmente)
- Chris Swinney – guitarra (2008 – atualmente)
- Aaron Glass – guitarra (2009 – atualmente)
- Bryan Nelson – baixo (2008 – atualmente)
- Jake Dwiggins – bateria (2008 – atualmente)

## Ex-membros
- John Collura – guitarra, piano e backing vocal (2001 - 2008)
- Paul Carabello – guitarra, percussão e backing vocal (2005 - 2008)
- Shane Chikeles – bateria (2005 - 2008)
- Eric Doucette – Baixo (2007 - 2008)
- Angus Cooke – percussão (2004 - 2007)
- Sean Hansen – baixo, percussão e backing vocals (2006 - 2007)
- Bob Hoag – teclado, percussão e backing vocal (2006 - 2007)
- Chris Knapp – bateria (1998 - 2005)
- Mike Davenport – baixo (1998 - 2005)
- Marco Peña - guitarra (1999 - 2001)
- Patrick Riley – guitarra (1998)
- Derrick Plourde – bateria (1996 - 1997)
- Marko DeSantis – baixo (1996 - 1997)
- Jasin Thomason - guitarra (1995 - 1997)

## Discografia
- Anywhere but Here (1997 - Kung Fu Records)
- Look Forward to Failure EP (1998 - Fat Wreck Chords)
- Blue Skies, Broken Hearts...Next 12 Exits (1999 - Kung Fu Records)
- End Is Forever (2001 - Kung Fu Records)
- Live At The 930 Club (25 de novembro de 2002)
- So Long, Astoria (2003 - Columbia Records)
- Live At Capitol Milling (2003 - live DVD)